# Tenorio Rock
Der Tenorio Rock (in Chile Islote Tenorio und Islote Aviador Tenorio) ist ein Klippenfelsen im Archipel der Südlichen Shetlandinseln. In der Discovery Bay von Greenwich Island ragt er 600 m vor dem Ufer auf.
Teilnehmer der 1. Chilenischen Antarktisexpedition (1946–1947) benannten ihn nach Humberto Tenorio Iturra, der bei dieser Forschungsreise als Pilot eines Sikorsky-Hubschraubers tätig war. Das UK Antarctic Place-Names Committee übertrug die spanische Benennung 1971 in angepasster Form ins Englische.